# Amblysomus marleyi
Amblysomus marleyi е вид бозайник от семейство Златни къртици (Chrysochloridae). Видът е застрашен от изчезване.

## Разпространение
Разпространен е в Южна Африка.